# Skærvad
Skærvad er en gammel hovedgård, som nævnes første gang i 1386 da Dronning Margrethe 1. skødede den til Jens Andersen Brock. Skærvad Hovedgård ligger i Ginnerup Sogn i Norddjurs Kommune. Den tidligere hovedbygning er opført i 1750.
Skærvad Gods er på 142 hektar hvoraf hovedparten udgør 97 ha fredskov.
Hovedbygningen i bindingsværk blev renoveret i 2007-2009. Renoveringen var omstridt idet regionplanen havde udlagt hovedgården som bevaringsværdigt kulturmiljø, hvilket ifølge Djurslands Museum betød, at bygningerne ikke måtte ændres. Men kommunen mente, at ombygning var tilladt.
Der er udover hovedbygningen en ny driftsbygning fra 2009 og blandt andet en ældre lade.

## Skærvad Voldsted
I godsets have findes det fredede Skærvad Voldsted som er et firkantet voldsted med omgivende voldgrave der er delvist vandfyldte. I 2007 blev voldstedet oprenset.

## Ejere af Skærvad
- (1380-1385) Ture Knudsen Dyre / Vilhelm Svave
- (1385-1386) Dronning Margrethe 1.
- (1386-1408) Jens Andersen Brock[5]
- (1408-1435) Lave Jensen Brock
- (1435-1447) Axel Lavesen Brock
- (1447-1460) Axel Lavesen Brock / Niels Munk
- (1460-1498) Axel Lavesen Brock / Svend Udsen
- (1498) Mette Engelbrechtsdatter Bydelsbak gift Gjøe
- (1498-1544) Mogens Gjøe
- (1544) Ida Mogensdatter Gjøe gift Rosenkrantz
- (1544-1557) Otto Ottesen Rosenkrantz
- (1557-1563) Ida Mogensdatter Gjøe gift Rosenkrantz
- (1563) Sophie Ottosdatter Rosenkrantz gift Seefeld
- (1563-1599) Jacob Enevoldsen Seefeld
- (1599-1608) Enevold Jacobsen Seefeld
- (1608-1613) Hans Jacobsen Seefeld
- (1613-1631) Jørgen Christensen Skeel
- (1631-1640) Jytte Eskesdatter Brock gift Skeel
- (1640-1688) Christen Jørgensen Skeel
- (1688-1695) Jørgen Christensen Skeel
- (1695-1731) Christen Jørgensen Skeel
- (1731-1786) Jørgen Christensen Scheel
- (1786-1823) Christen Jørgensen Scheel
- (1823-1829) Den Danske Stat
- (1829-1840) Jacob von Benzon
- (1840-1845) Christian Frederik Otto von Benzon
- (1845-1846) C. F. J. Risom
- (1846-1856) Johan Andreas de Neergaard
- (1856-1891) Christian Frederik Carøe / Johan Frederik Carøe
- (1891-1893) Johan Frederik Carøe
- (1893-1912) Nicolaj Christian Carøe / Carl Johan Carøe / Martin Christian Carøe / Augusta Christiane Johansdatter Carøe gift Trock-Jensen
- (1912-1918) J. Skriver
- (1918-1920) N. Hougaard
- (1920-1921) Alfred Chr. Hansen
- (1921) Randers Amts Udstykningsforening
- (1921-1950) Søren Sørensen
- (1950-1957) Enke Fru Sørensen
- (1957-1976) Gudrun Marie Sørensen/ gift med Tage Bøystrup
- (1976-2007) Søren Kristian Bøystrup/gift med Anna Understrup Sønderby
- (2007-2015) Lone Moldrup
- (2015-2021) Morten Kristoffer Larsen[6]
- (2021-) Peter Brøgger Andersen[6]